# Sokol Pražský, oddíl basketbalu
Sokol Pražský je český basketbalový klub, který sídlí v pražském Novém Městě. Oddíl je součástí nejstaršího sportovního klubu v republice, Sokola Pražského. Od sezóny 2006/07 působí ve druhé české nejvyšší basketbalové soutěži, známé pod názvem 1. liga mužů. Klubové barvy jsou modrá a bílá.
První basketbalové zápasy se začaly v republice odehrávat v roce 1919 v rámci oddílů YMCA a Sokola Pražského. V roce 1929 se Sokol zúčastnil prvního ročníku nejvyšší české basketbalové soutěže. V sezóně 1940/41 získal svůj první a dosud jediný titul mistra republiky v basketbalu. Nástup komunismu předznamenal postupný úpadek oddílu i celého Sokola. V bývalém Československu byl pak zrušen začátkem padesátých let dvacátého století. Sokol Pražský byl obnoven po listopadových událostech roku 1989. Samotný oddíl basketbalu byl obnoven teprve v roce 1995 zásluhou Mileny Jindrové, kde v té době dělal první basketbalové krůčky její syn Martin.
Své domácí zápasy odehrává v hale Sokola Pražského s kapacitou 300 diváků.

## Umístění v jednotlivých sezonách
Zdroj: 
Legenda: ZČ - základní část, červené podbarvení - sestup, zelené podbarvení - postup, fialové podbarvení - reorganizace, změna skupiny či soutěže
| Československo (1929 – 1939)                                        |                 |           |                 |           |                                      |
| Sezóna                                                              | Název v ročníku | Úroveň    | Soutěž          | ZČ        | Play-off                             |
| 1929/30                                                             | Sokol Pražský   | 1. úroveň | Zemská liga     | 4. místo  |                                      |
| ...                                                                 |                 |           |                 |           |                                      |
| 1938/39                                                             | Sokol Pražský   | 1. úroveň | Zemská liga     | 2. místo  |                                      |
| Protektorát Čechy a Morava (1939 – 1945)                            |                 |           |                 |           |                                      |
| Sezóna                                                              | Název v ročníku | Úroveň    | Soutěž          | ZČ        | Play-off                             |
| 1940/41                                                             | Sokol Pražský   | 1. úroveň | Zemská liga     | 1. místo  |                                      |
| ...                                                                 |                 |           |                 |           |                                      |
| Československo (1945 – 1950)                                        |                 |           |                 |           |                                      |
| Sezóna                                                              | Název v ročníku | Úroveň    | Soutěž          | ZČ        | Play-off                             |
| ...                                                                 |                 |           |                 |           |                                      |
| 1946/47                                                             | Sokol Pražský   | 1. úroveň | Státní liga     | 12. místo |                                      |
| 1947/48                                                             | Sokol Pražský   | 1. úroveň | Státní liga     | 4. místo  |                                      |
| 1948/49                                                             | Sokol Pražský   | 1. úroveň | Státní liga     | 4. místo  | 3. místo v Mis. ČSR                  |
| 1949/50                                                             | Sokol Pražský   | 1. úroveň | Státní liga     | 7. místo  | Vyloučení ze soutěže                 |
| Sokol Pražský byl od 50. let 20. století až do roku 1995 neaktivní. |                 |           |                 |           |                                      |
| Česko (1995 – )                                                     |                 |           |                 |           |                                      |
| ...                                                                 |                 |           |                 |           |                                      |
| 2003/04                                                             | Sokol Pražský   | 2. úroveň | 1. liga         | 12. místo | Skupina o udržení (5. místo, sestup) |
| 2004/05                                                             | Sokol Pražský   | 3. úroveň | 2. liga – sk. B | 2. místo  |                                      |
| 2005/06                                                             | Sokol Pražský   | 3. úroveň | 2. liga sk. B   | 1. místo  | Postup                               |
| 2006/07                                                             | Sokol Pražský   | 2. úroveň | 1. liga         | 3. místo  | Semifinále                           |
| 2007/08                                                             | Sokol Pražský   | 2. úroveň | 1. liga         | 4. místo  | Finále                               |
| 2008/09                                                             | Sokol Pražský   | 2. úroveň | 1. liga         | 8. místo  | Čtvrtfinále                          |
| 2009/10                                                             | Sokol Pražský   | 2. úroveň | 1. liga         | 3. místo  | Čtvrtfinále                          |
| 2010/11                                                             | Sokol Pražský   | 2. úroveň | 1. liga         | 3. místo  | Čtvrtfinále                          |
| 2011/12                                                             | Sokol Pražský   | 2. úroveň | 1. liga         | 6. místo  | Semifinále                           |
| 2012/13                                                             | Sokol Pražský   | 2. úroveň | 1. liga         | 6. místo  | Čtvrtfinále                          |
| 2013/14                                                             | Sokol Pražský   | 2. úroveň | 1. liga         | 5. místo  | Čtvrtfinále                          |
| 2014/15                                                             | Sokol Pražský   | 2. úroveň | 1. liga         | 8. místo  | Čtvrtfinále                          |
| 2015/16                                                             | Sokol Pražský   | 2. úroveň | 1. liga         | 2. místo  | Čtvrtfinále                          |
| 2016/17                                                             | Sokol Pražský   | 2. úroveň | 1. liga         | 7. místo  | Předkolo                             |
| 2017/18                                                             | Sokol Pražský   | 2. úroveň | 1. liga         | 15. místo |                                      |
| 2018/19                                                             | Sokol Pražský   | 2. úroveň | 1. liga         |           |                                      |